# Bioprospezione
La bioprospezione o, in inglese, bioprospecting (crasi di biodiversity prospecting, esplorazione della biodiversità), è l'esplorazione della biodiversità per scopi scientifici e commerciali; nella bioprospezione si fa uso di tecniche molecolari utilizzate in biotecnologia ed ha applicazioni, tra le altre, nell'industria chimica, farmaceutica ed agricola.
In pratica si può immaginarla come l'esplorazione di una zona con successiva ricerca sistematica, classificazione, e successiva investigazione scientifica effettuata a fini commerciali, riguardo a nuovi composti chimici, geni, proteine, microorganismi ed altri prodotti. Non esiste comunque una definizione accettata internazionalmente.
Essa viene talvolta indicata con il termine dispregiativo biopirateria da chi si oppone a questa pratica: è la traduzione dall'inglese biopiracy, coniato nel 1993 da Pat Mooney del Rural Advancement Foundation International. Bioprospecting è un termine più positivo, normalmente usato dai sostenitori della commercializzazione della medicina tradizionale. Biopirateria e bioprospecting sono sinonimi; mentre non c'è ancora una definizione chiara, i media e l'università usano questo termine meno peggiorativo quando discutono degli sforzi per capitalizzare la conoscenza indigena delle risorse naturali. L'Oxford Dictionary definisce bioprospecting "la ricerca di piante e di specie animali dalle quali possono essere ottenuti medicinali ed altri preparati di valore commerciale." In questa accezione è evidente l'intento di porre l'accento sulla creazione di nuovi prodotti, senza menzionare il valore attribuito dalle culture precedenti. L'Oxford Dictionary definisce la "biopirateria" come sinonimo di bioprospezione.
I critici della "biopirateria" attaccano soprattutto l'appropriazione tramite brevetto dei diritti legali su pratiche medicinali tradizionali, in particolare nel caso in cui i gruppi indigeni che hanno sviluppato le corrispondenti conoscenze non vengono coerentemente ricompensati. Solitamente i bioprospettori indagano sulle culture locali, tradizionali ed in particolari indigene, ben sapendo che troveranno qualche vivente di utilità per il loro progetto, quindi la grande critica contro la bioprospezione riguarda la spoliazione ed il mancato vantaggio che ne hanno le culture tradizionali, locali, eventualmente indigene, a vantaggio invece di detentori del brevetto, solitamente multinazionali.
Il problema è che comunque il fine della bioprospezione è brevettare un vivente (prodotto) per ottenerne un guadagno; continuamente, nel corso della storia, è avvenuta la ricerca, scoperta e selezione di piante ed animali, basti pensare a tutto lo sforzo accumulato per addomesticare piante ed animali nei periodi paleolitico, mesolitico e neolitico.
Dal 1991 la Convenzione sulla Biodiversità ha sancito il principio di rimborso per il mancato compenso riguardante la bioprospezione che non dia benefici alle culture locali.